# Rob Geeraerts
Hendrik Aloysius Robert (Rob) Geeraerts (Vorst, 2 juni 1945) is een voormalig Belgisch politicus voor de VU.

## Levensloop
Geeraerts behaalde het diploma van technisch ingenieur en studeerde in Antwerpen veiligheidskunde. Hij werkte als technisch ingenieur en vervolgens als diensthoofd milieu bij Philips.
Als student werd hij actief in de Vlaamse Beweging. In 1964 trad Geeraerts toe tot de Volksunie en werd de secretaris en ondervoorzitter van de partijafdeling in het arrondissement Turnhout en de oprichter en tot 1992 voorzitter van de plaatselijke partijafdeling in Vorst. Voor de Volksunie werd hij van 1971 tot 1976 gemeenteraadslid van Vorst. Na de fusie met Laakdal was hij daar van 1977 tot 1994 ook gemeenteraadslid. Van 1977 tot 1985 was hij eveneens provincieraadslid van de provincie Antwerpen.
Vanaf het einde van de jaren 1970 richtte Geeraerts zich op het milieudossier en stichtte hij de actiegroep Zuivere Laak en Nete. Vanwege zijn groen profiel werd hij in 1989 door de Volksunie aangeduid als provinciaal senator voor de provincie Antwerpen. Hij bleef in de Belgische Senaat zetelen tot in 1991.
In 1992 verliet Geeraerts de Volksunie omdat hij het sociaaleconomisch programma van de partij te links geworden vond en stapte hij over naar de VLD. Voor deze partij was hij bij de gemeenteraadsverkiezingen van 1994 lijstduwer in Laakdal, maar hij werd niet herkozen als gemeenteraadslid. Kort daarna verliet hij de partijpolitiek om professionele redenen.
In 2002 werd Rob Geeraerts lid van de N-VA en werd na zijn verhuis naar Ukkel secretaris van de N-VA-partijdeling van het Brussels Hoofdstedelijk Gewest.